# Anisovka
Anisovka är en äppelsort som har sitt ursprung i Ryssland, Voronezj, från 1800-talets början. Äpplet introducerades i Finland på 1860-talet. Äpplet är inte sällsynt i norra Kanada, även i Sverige förekommer äpplet.
Äpplet är till storleken medelstor till mindre, ofta noterbart att ena sidan är högre än den andra. Till aromen noterbar kryddighet. Saftigt fruktkött med en vinsyrlig sötma. Anisovka mognar omkring september och kan därefter lagras till, omkring, december.
En nackdel med äpplet är att dess träd lätt kan angripas av fjärilen rönnbärsmal. I övrigt inget utmärkande negativt med trädet.
Äpplet passar både som ätäpple (i synnerhet efter några veckors lagring), såsom matäpple. Som matäpple passar Anisovka särskilt bra till saft och sylt.
I Sverige odlas äpplet gynnsammast i zon VI-VII. I Finlands zonkarta odlas äpplet gynnsammast till zon 5.